# George Wynn Brereton Huntingford
George Wynn Brereton Huntingford, sovint escrit com a G.W.B. Huntingford, (mort el 1978) fou un lingüista, antropòleg i historiador anglès. Va impartir classes sobre llengües i cultures de l'Àfrica oriental a l'Escola d'Estudis Orientals i Africans de Londres entre 1950 i 1966. Després de la seva jubilació va viure a Màlaga.

## Principals obres
- Historical Geography of Ethiopia from the first century AD to 1704 (London: British Academy, 1989)
- The Northern Nilo-Hamites (1953)
- The Southern Nilo- Hamites (1953)
- The Galla of Ethiopia (1955)